# Alphabet City (Manhattan)
Alphabet City é um bairro localizado no East Village, no bourough de Manhattan, em Nova Iorque. É também conhecido como Loisaida. Seu nome vem das Avenidas A, B, C e D, que são as únicas vias de Manhattan com letras do alfabeto como nomes. Faz fronteira com a Houston Street ao sul e com a 14th Street ao norte, ao longo da tradicional fronteira norte do East Village e ao sul de Stuyvesant Town e Peter Cooper Village.  Alguns marcos famosos incluem Tompkins Square Park e o Nuyorican Poets Cafe.
O bairro tem uma longa história, servindo como um centro cultural e reduto étnico para as populações alemãs, polonesas, hispânicas e judaicas de Manhattan. No entanto, há muita disputa sobre as fronteiras do Lower East Side, Alphabet City e East Village. Historicamente, o Lower East Side de Manhattan tinha como limites a 14th Street, no extremo norte, ligando-se a leste por East River e a oeste pela First Avenue; hoje, essa mesma área forma Alphabet City. A presença alemã no bairro entrou em declínio no início do século XX, chegando praticamente ao fim após o desastre com o barco a vapor General Scolum, em 1904, em que morreram membros da Igreja Evangélica Luterana de São Marcos (Alemães de Little Germany, em Manhattan). 
O bairro é regulado pelo Manhattan Community Board 3 e fica dentro do 9º Departamento de Polícia de Nova York, e suas escolas no 1º distrito escolar de Manhattan.

## História
Como muitos outros bairros de East Side, Alphabet City foi o lar de uma sucessão de grupos de imigrantes ao longo dos anos. Por volta de 1840 e 1850, grande parte da atual Alphabet City tornou-se conhecido como "Kleindeutschland" ou "Pequena Alemanha", em meados do século XIX, se tornou o terceiro maior local da língua alemã do mundo, depois de Berlim e Viena, com a maioria dos falantes da língua alemã morando em Alphabet City. Na verdade, Kleindeutschland é considerada como tendo sido o segundo substancial não anglófonos enclave étnico urbano na história dos Estados Unidos, depois de Germantown, na Filadélfia.
Por volta de 1880, a maioria dos alemães estava saindo de Kleindeutschland e relocação de Uptown, a seção de Yorkville do Upper East Side. Europeus orientais substituído alemães como o grupo étnico dominante na Alphabet City durante o final do século XIX e início do século XX. Durante esse tempo, a área era considerada parte do Lower East Side, e se tornou o lar de judeus da Europa Oriental, irlandeses e imigrantes italianos. Consistia em cortiços, sem água corrente, e o local de banho principal para os residentes na metade norte da área foi a casa de banho Asser Levy na Rua 23 e Avenida C, no norte de Peter Cooper Village e Stuyvesant Town. Durante este tempo foi também o distrito da luz vermelha de Manhattan e uma das piores favelas da cidade.

## Atualmente
Alphabet City foi um dos muitos bairros de Nova Iorque com experiência de reurbanização nos anos 1990 e início do século XXI. Múltiplos fatores resultaram em menores taxas de criminalidade e as rendas mais elevadas, em Manhattan, em geral, e Alphabet City, em particular. As avenidas de A a D tornaram-se um lugar boêmio no século XXI, mais do que tinha sido nas décadas anteriores.  Apartamentos foram renovados e lojas abandonadas anteriormente estão se tornando novos restaurantes, discotecas e estabelecimentos de varejo.

## Demografia
Segundo o censo nacional de 2020, a sua população é de 45 317 habitantes e houve um decréscimo populacional na última década de -0,6%.
Residentes abaixo de 18 anos de idade representam 11,0%. Foi apurado que 30,6% são hispânicos ou latinos (de qualquer raça), 41,5% são brancos não hispânicos, 9,3% são negros/afro-americanos não hispânicos, 14,3% são asiáticos não hispânicos, 1,0% são de alguma outra raça não hispânica e 3,4% são não hispânicos de duas ou mais raças.
Possui 24 186 residências, um aumento de 3,9% em relação ao censo anterior, onde deste total, 6,3% das unidades habitacionais estão desocupadas. A média de ocupação é de 2,0 pessoas por residência.